# Gömbsúlyzó

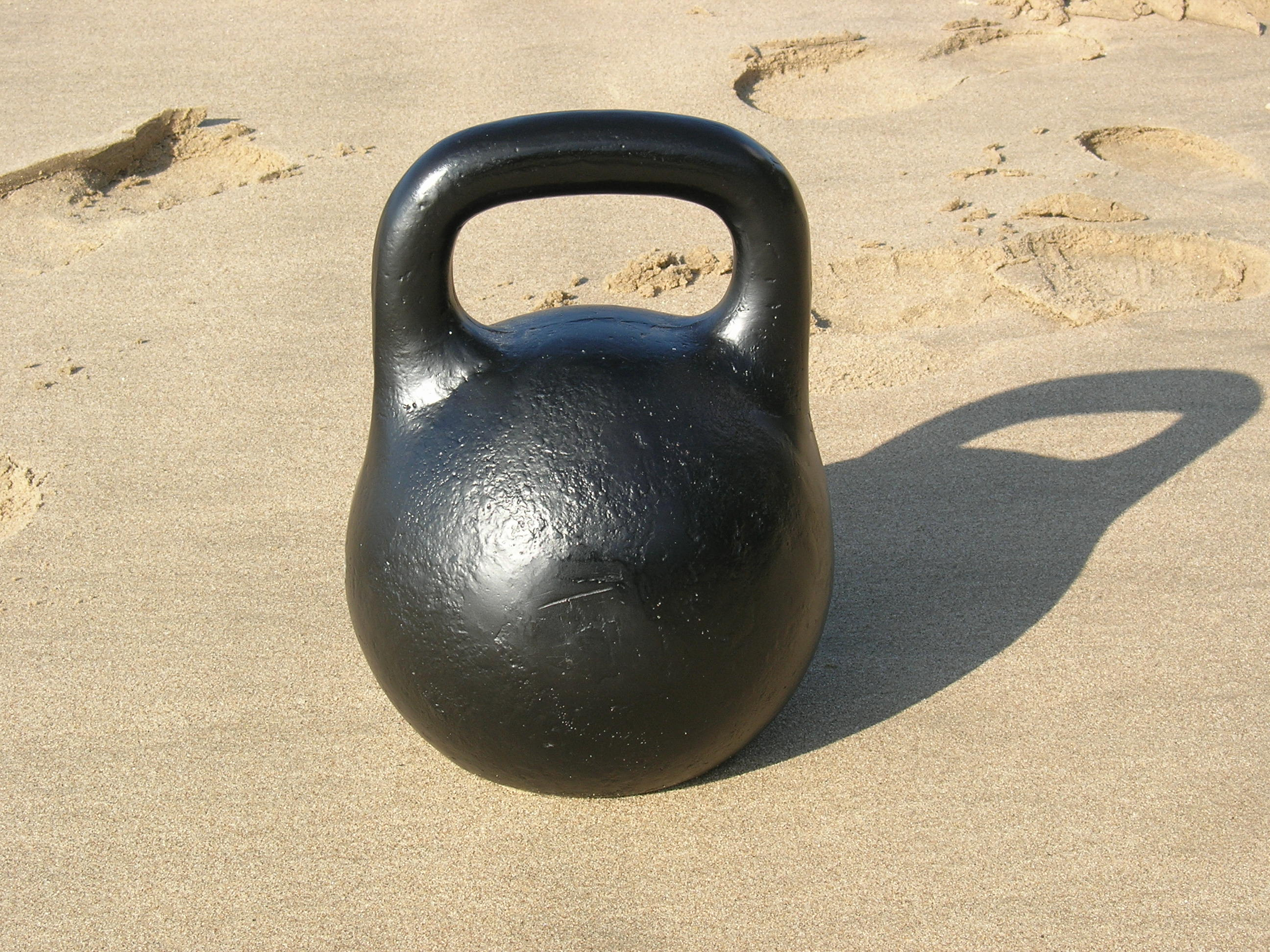
Gömbsúlyzó

A gömbsúlyzó (oroszul: гиря [girja], angolul: kettlebell) hagyományos orosz súlyzó, tulajdonképpen egy vasgolyó fogantyúval.

## Eredete
Mivel eredetileg az orosz piacokon a takarmányt régi orosz súlymértékben (1 pud = kb. 16 kg) mérték, az erre szolgáló vassúlyokat tekinthetjük a gömbsúlyzó ősének. A ma használatos eszközök is a hagyományos 1 pudos súly többszörösei vagy töredékei. A legelterjedtebbek a 8 kg, 12 kg, 16 kg, 20 kg, 24 kg, 28 kg, 32 kg és 40 kg-os gömbsúlyzók.

## Alkalmazása
Már a szovjet hadseregben az erőfejlesztés egyik leghatékonyabb eszközének tartották és a katonai fizikai felkészítés része volt. Az orosz hadseregben és belügyi alakulatokban (Szpecnaz) a 24 kg-os (másfél pudos) gömbsúlyzót használják. Újabban már az amerikai elit fegyveres testületben (Tengerészgyalogság, U.S.S.S.) is alkalmazzák.

## Előnyei
- Egyszerre képes aerob és anaerob hatást kifejteni az edzés során.
- Gömbsúlyzó használatakor (eltérően az egykezes vagy kétkezes súlyzóktól) a fogás nem a tengelyen történik, messze esik a súlyzó középpontjától, így a gyakorlat közben folyamatos koordinációt, mentális összpontosítást és nagy erőkifejtést igényel már pusztán a helyes tartás is, ami csak más izomcsoportok bevonásával érhető el.
- Megdolgoztatja a gerinc környéki mélyizmokat, a mély hátizmokat, a has és a csípő izmait, ez erős és stabil törzset eredményez, ami minden erő alapja.